# Pagurion tuberculata
Pagurion tuberculata là một loài chân đều trong họ Bopyridae. Loài này được Shiino miêu tả khoa học năm 1933.